# Habenaria curvicalcar
Habenaria curvicalcar är en orkidéart som beskrevs av Johannes Jacobus Smith. Habenaria curvicalcar ingår i släktet Habenaria och familjen orkidéer. Inga underarter finns listade i Catalogue of Life.